# Lancaster-House-Abkommen
Das Lancaster-House-Abkommen vom 21. Dezember 1979 ist die völkerrechtliche Grundlage der Unabhängigkeit Simbabwes. Es ist ein Ergebnis der Londoner Konferenz im Lancaster House, zu der die britische Regierung die streitenden Parteien eingeladen hatte. Teilnehmer waren die Delegationen des Bischofs Abel Muzorewa (Rhodesien), des Robert Mugabe (ZANU) und des Joshua Nkomo (ZAPU) sowie des Vereinigten Königreiches unter Peter Carington, 6. Baron Carrington. Diese Verhandlungen fanden in der Folge der Konferenz der Regierungschefs des Commonwealth in Lusaka vom 1. bis 7. August 1979 statt, nach der die britische Regierung Bischof Muzorewa und die Führer der Patriotischen Front, Mugabe und Nkomo, zu einer verfassungsgebenden Konferenz in das Lancaster-Haus einlud. 

## Verhandlungen
Die Konferenz wurde unter dem Vorsitz von Lord Carrington, Minister für Auswärtige und Commonwealth-Angelegenheiten, am 10. September 1979 eröffnet und am 15. Dezember 1979 nach 47 Plenarsitzungen geschlossen. In diesen Verhandlungen erreichte die Konferenz Einigkeit über folgende Punkte:
- Grundsätze einer neuen Verfassung
- Vereinbarungen über die Periode vor der Unabhängigkeit
- ein Waffenstillstandsabkommen unter den Konfliktparteien
- eine Amnestie für alle im Verlauf des Krieges begangenen Taten[1]

Darüber hinaus wurde Einverständnis über folgende Punkte erreicht:
- Die Autorität des Gouverneurs wird von allen Seiten akzeptiert.
- Die „Unabhängigkeitsverfassung“ wird gewahrt.
- Die Beteiligten fügen sich den Vereinbarungen aus der Zeit vor der Unabhängigkeit.
- Das Waffenstillstandsabkommen wird gewahrt.
- Den Wahlkampf wird friedlich und ohne Einschüchterungen geführt.
- Auf Gewalt zur Erreichung politischer Ziele wird verzichtet.
- Die Wahlergebnisse werden anerkannt und alle Seiten weisen ihre bewaffneten Kräfte an, dies ebenfalls zu tun.

Die „Unabhängigkeitsverfassung“ sprach 20 % der Parlamentssitze den Weißen zu.
Die dreimonatigen Verhandlungen konnten keine Einigkeit über die Frage einer Landreform erlangen. Mugabe stand unter Erfolgsdruck und die Landfrage war am Ende die Frage über Erfolg oder Misserfolg der Konferenz. Die britische und die amerikanische Regierung boten an, Land von den Weißen zu kaufen, und ein Fonds dafür wurde eingerichtet, der von 1980 bis 1990 die Landfrage klären sollte. Tatsächlich wurden dann 70.000 landlose Bauern mit mehr als 20.000 km² Land bedient. Zudem wurden 630 Millionen Pfund an Hilfe zugesagt. 
Zum bevollmächtigten Kontrolleur für die Durchführung der Ergebnisse wurde der britische Lord Christopher Soames ernannt.

## Die Delegation des Vereinigten Königreiches
- Lord Carrington (Vorsitzender)
- Sir Ian Gilmour Bt
- Sir Michael Havers
- Lord Harlech
- Richard Luce
- Sir M. Palliser
- Sir A. Duff
- D. M. Day
- R. A. C. Byatt
- R. W. Renwick
- P. R. N. Fifoot
- N. M. Fenn
- G. G. H. Walden
- C. D. Powell
- P. J. Barlow
- R. D. Wilkinson
- A. M. Layden
- R. M. J. Lyne
- M. J. Richardson
- C. R. L. de Chassiron
- A. J. Phillips
- M. C. Wood

## Die Delegation von Mugabe und Nkomo
- Robert Mugabe – künftiger Premierminister von Simbabwe
- Joshua Nkomo – ZAPU-Führer
- Josiah Mushore Chinamano – ZAPU-Führer, künftiger Minister
- Edgar Tekere – künftiger Minister, später Mugabe-Kritiker
- General Josiah Tongogara – ZANLA-General, militanter Flügel der ZANU
- Ernest R Kadungure – ZAPU, künftiger Staatssekretär für Finanzen
- H. Ushewokunze – erster Gesundheitsminister
- Dzingai Mutumbuka – künftiger Erziehungminsiter
- Josiah Tungamirai – künftiger Chef der Luftwaffe
- Edson Zvobgo – Rechtsanwalt, Harvard-Abschluss, künftiger Minister, Konflikt mit Mugabe über Pressefreiheit, als Nationalheld beerdigt
- S. Mubako
- W. Kamba
- Joseph Msika – ZAPU-Führer, gemeinsam mit Nkomo interniert, künftiger Vizepräsident
- T George Silundika – militanter ZAPU-Führer im Exil
- A. M. Chambati
- John Nkomo
- L. Baron
- S. K. Sibanda
- E. Mlambo
- C. Ndlovu
- E. Siziba
- Emmerson Mnangagwa – als Mugabes persönlicher Assistent[2]

## Die Delegation des Bischofs Muzorewa
- Bischof Abel Muzorewa
- S. C. Mundawarara
- E. L. Bulle
- F. Zindoga
- D. C. Mukome
- G. B. Nyandoro
- Ndabaningi Sithole
- L. Nyemba
- K. Ndiweni
- Z. M. Bafanah
- Ian Smith – Führer der früheren weißen Minderheitsregierung
- D. C. Smith
- R. Cronje
- C. Andersen
- J. Kamusikiri
- G. Pincus
- L. G. Smith
- H. Hawkins, Vizemarschall der Luftwaffe
- E. M. F. Chitate
- D. Zamchiya
- S. V. Mutambanengwe
- M. A. Adam
- P. Claypole